# Hedj Hor
Hedj Hor o Re Scorpione I (fl. XXXIII secolo a.C.) è stato un sovrano egizio predinastico dell'Alto Egitto che regnò intorno al 3200 a.C..
Nel 1988, gli archeologi Werner Kaiser e Günter Dreyer (dell'Istituto archeologico tedesco del Cairo DAIK) scoprirono il nome di questo Re durante gli scavi nella tomba Uj, a Umm el-Qaab (Abido). È datato durante la tarda cultura di Naqada III a2; pertanto, si tratta di un re distinto da quello della stessa Dinastia 0, il Re Scorpione II.

## La tomba di Re Scorpione I
La tomba ha 12 camere, di 9,10 m × 7,3 m, e contiene vari recipienti di offerte, uno scettro reale, e qualche centinaia di otri di vino che in parte furono importate dalla zona della Palestina. Le etichette apposte sulle giare rappresentano l'evidenza più antica che si conosce di segni scritti interpretabili.
Gli archeologi che scoprirono la tomba ritengono che non sia identificabile con Scorpione II, come attestano le iscrizioni sul muro, perché non è dello stesso periodo. Inoltre gli scorpioni che adornano la tomba potrebbero non essere il nome di un re, ma il nome di un nomo (provincia), oppure il nome di un cenotafio del re, che gravava solo sul "nome". Si incontra nella parte più antica del cimitero, chiamato Cimitero U, 150 metri a nord delle sepolture dei Faraoni Narmer e Aha.
La tomba fu ampliata più tardi con due abitazioni costruite in due successive tappe, sul lato largo superiore. 
Gli oggetti trovati nella tomba furono notevoli e destarono grande sorpresa negli scavatori: immagini di scorpioni con forma reale e vari vasi importati dalla Palestina, situata a più di 1000 km a nord-est, che probabilmente contenevano vino. Alcuni di essi riportano piccole etichette di avorio che rappresentano uccelli e altri animali, e sono marcati con il nome della città (in greco: Bubasti) che era situata nella parte orientale del delta, in Basso Egitto, a 550 km di distanza. Il proprietario ordinò di conservare questi vasi importati.

## Testimonianze dell'epoca
Una roccia trovata in Nubia con un grande scorpione che sta attaccando un uomo, probabilmente mostra un'incursione punitiva contro i popoli del sud proveniente dall'Egitto.

## Titolatura
| G5 |

| G5 |